# Konzil von Soissons
Als Konzil von Soissons wird gemeinhin die Provinzialsynode bezeichnet, durch welche im März oder April 1121 eine Schrift des Philosophen und Theologen Peter Abaelard, sein Buch über die Heilige Dreifaltigkeit, als Ketzerwerk gebrandmarkt und dem Feuer überantwortet wurde.

## Anlass
Im Rahmen seiner Fehde mit seinem vormaligen Lehrer und späteren Gegner, dem Nominalisten Roscelin von Compiègne, rief Peter Abaelard im Jahr 1120 Bischof Gilbert von Paris an, in einer öffentlichen Anhörung ihn und Roscelin einander gegenüberzustellen und über die Streitfragen bezüglich der abaelardschen Trinitätslehre zu entscheiden. Um welche theologischen Fachfragen es damals konkret ging, lässt sich heute nicht mehr rekonstruieren, da die zugehörigen Dokumente sämtlich verloren gegangen sind. Auch ist nicht bekannt, ob Bischof Gilbert auf Abaelards Ansinnen reagierte. Doch im Jahr darauf, 1121, hat sich die innerkirchliche Opposition gegen Abaelard unter der Führung Alberichs von Reims und Lotulfs von Novara, früherer Kommilitonen Abaelards während seines Studiums bei Anselm von Laon, soweit formiert, dass man Abaelard zur Rechenschaft ziehen kann.

## Ladung
Abaelard wurde auf Veranlassung Erzbischof Radulfs von Reims vor eine Provinzialsynode in Soissons gerufen, damit er sich wegen seiner Trinitätslehre und seinem Buch Theologia Summi Boni rechtfertige. Die offiziellen Konzilsakten sind verloren. In einer Vita Norberts von Xanten wird erwähnt, dass das Konzil wegen Verfalls der Klerikersitten einberufen wurde. Das meiste, was man von diesem Konzil weiß, erfährt man von Abaelard in seiner Historia Calamitatum selbst.

## Vorsitz
Den Vorsitz der Versammlung führte der Päpstliche Legat für die Provinzen Rouen, Sens und Reims, der Kardinalbischof Kuno von Praeneste. An theologischen Streitigfragen war Kuno in keiner Weise interessiert. Abaelard selbst bemängelte seine wissenschaftliche Bildung.

## Teilnehmer
Alle abkömmlichen Suffraganbischöfe der Kirchenprovinz Reims, aber auch die Erzbischöfe und Bischöfe der benachbarten Kirchenprovinzen nahmen teil. Namentlich bekannt wurden:
- Gottfried von Lèves, Bischof von Chartres
- Norbert von Xanten, Gründer des Prämonstratenserordens
- Adam, Abt von Saint-Denis
- Gottfried, Abt von Saint-Médard in Soissons
- Alberich, Leiter der Domschule von Reims
- Lotulf von Novara, Lehrer an der Domschule von Reims
- Theoderich, Lehrer an der Domschule von Chartres

Namentlich nicht genannt, aber wahrscheinlich anwesend waren:
- Wilhelm von Saint-Thierry, der ehemalige Studienfreund und spätere Ankläger Abaelards beim Konzil von Sens[4]
- Joscelin von Vierzy, künftiger Bischof von Soissons, aktuell Archidiakon und Leiter der Domschule von Soissons

## Verlauf
Zu Beginn des Konzils stellte Peter Abaelard dem päpstlichen Legaten sein Werk persönlich vor, dieser reichte es jedoch ohne Examination sogleich an den Erzbischof von Reims weiter. Im Weiteren erfuhr Abaelard Unterstützung durch Gottfried von Lèves, den Bischof von Chartres. Dieser verwies darauf, dass in Abaelards Buch über die Trinität keine ketzerischen Inhalte enthalten seien und riet von einer Verhandlung coram publico auch wegen der ungünstigen Öffentlichkeitswirkung ab.
Im Verlauf der folgenden Konzilstage gelang es Peter Abaelard, in öffentlichen Auftritten das Volk von Soissons, welches ihn bei seinem Eintreffen noch hatte steinigen wollen, von der Lauterkeit seiner Absichten zu überzeugen.
Magister Alberich von Reims, Abaelards Konterpart, versuchte Abaelard privatim in Widersprüche zu verwickeln, was ihm jedoch vollständig misslang.
Gewarnt durch diese Blamage, wusste Alberich in der Folge eine öffentliche Verhandlung und Diskussion mit Abaelard zu verhindern und drängte mit Unterstützung seines Erzbischofs auf eine Verurteilung Abaelards aus rein formalen Gründen.
Legat Kuno von Praeneste willigte, nachdem er zuvor Abaelard schon hatte entlassen wollen, schließlich in die Verurteilung ein. Abaelard wurde „vor das Konzil gerufen, und ohne Untersuchung, ohne Prüfung zwingt man ihn, sein Buch mit eigener Hand ins Feuer zu werfen. Und so wird es verbrannt. Doch damit es nicht so aussieht, als ob man nichts zu sagen habe, murmelt einer seiner Widersacher leise, er habe in dem Buch den Satz gefunden, Gott-Vater allein sei allmächtig. Als er das vernimmt, antwortet der Legat sehr erstaunt: Dass jemand sich so irre, dürfe man ja nicht einmal einem Kind zutrauen, da doch der gemeinsame Glaube fest bekenne, dass alle drei Personen der Gottheit allmächtig seien.“
Zu diesem Zeitpunkt trat der Lehrer Theoderich von Chartres, der Bruder Bischof Gottfrieds, für Abaelard ein, wenn auch vergebens. Er begann mit einem Satz aus dem Glaubensbekenntnis des Athanasius – „Und dennoch sind nicht drei allmächtig, sondern einer ist allmächtig.“ – und setzte mit einem Bibelzitat nach: „Seid ihr von Israel solche Narren, dass ihr einen Sohn Israels verdammt, ehe ihr die Sache erforscht und gewiss werdet? Kehrt wieder um vors Gericht und richtet den Richter selbst. Denn der Richter, den ihr eingesetzt habt zur Unterweisung im Glauben und zur Beseitigung des Irrtums, der hat sich selbst gerichtet durch seinen eigenen Mund, da er andere richten sollte, während heute die göttliche Barmherzigkeit einen offenbar Unschuldigen, wie einst Susanna, von seinen falschen Anklägern befreit.“
Ungeachtet dessen zwang man Abaelard, das Athanasische Glaubensbekenntnis laut aufzusagen, „unter Seufzern, Schluchzern und Tränen“, wie Abaelard selbst bemerkte, anschließend übergab man ihn in Klosterhaft nach Saint-Médard in Soissons, wo er mit dem Klaustralprior Goswin von Anchin, einem früheren Schüler und Gegner, konfrontiert wurde. Doch schon nach wenigen Tagen wurde Abaelard aus der Haft entlassen, vermutlich durch Mithilfe seines Unterstützers im Hintergrund, Kanzler Stephan von Garlande, und konnte nach Saint-Denis zurückkehren.

## Bedeutung
Am Ablauf des Konzils von Soissons wurde der Gegensatz zwischen der neuen Wissenschaft und der traditionellen Kirchenlehre deutlich: Vernunftsgründe, rationes, stehen gegen die Überlieferung, auctoritates. Aus der von Abaelard inaugurierten, rationalistischen Betrachtungsweise von Glaubensinhalten resultierte die neue große Gefahr für die damalige Amtskirche. Sie drohte ihre Autorität und Macht zu verlieren. Nicht Verständigung oder offener Dialog waren deshalb das primäre Ziel, sondern die Verdrängung der Probleme und die Aufrechterhaltung der kirchlichen Macht. Und dies erreichte man mit Mitteln, die mit dem Kanonischen Recht kaum vereinbar waren.

## Nachhall
Zurück in Saint-Denis, arbeitete Abaelard an seinem methodischen Hauptwerk Sic Et Non und verfasst weitere logische Schriften. Als Abaelard einen Fehler in der Gründungslegende von Saint-Denis entdeckte und seine Mitbrüder darauf hinwies, zog er sich deren unversöhnliche Feindschaft zu. Aus Furcht vor einer erneuten Anklage, nunmehr vor dem Königsgericht, floh Abaelard mit Hilfe einiger Anhänger zu einem befreundeten Prior nach Saint-Ayoul in Provins. Diese Flucht hatte eine politische Dimension: Abaelard verließ damit den Einflussbereich des französischen Königs. Provins gehört zum Machtbereich Theobalds des Großen, des Grafen der Champagne. Weitschichtig ist das Grafenhaus mit Heloïsas Familie mütterlicherseits verwandt, Abaelard wurde künftig durch den Grafen, den er bereits früher kennengelernt hatte, unterstützt. Genau 20 Jahre später, auf dem Konzil von Sens im Jahr 1141, wurde Peter Abaelard erneut wegen seiner Lehren angegriffen und anschließend von Papst Innozenz II. zu Klosterhaft und ewigem Schweigen verurteilt.
Otto von Freising schrieb zusammenfassend über das Konzil von Soissons:

„Deshalb ist in Soissons gegen ihn eine Provinzialsynode in Anwesenheit eines päpstlichen Legaten einberufen worden, und er wurde von den hervorragenden Männern und namentlich von den Magistern Alberich von Reims und Lotulf von Novara als Sabellianischer Ketzer verurteilt und gezwungen, die Bücher, die er veröffentlicht hatte, eigenhändig vor den Bischöfen ins Feuer zu werfen. Dabei wurde ihm keine Gelegenheit gegeben, darauf zu antworten, was bei seiner Disputationspraxis von allen für verdächtig gehalten wurde. Dies geschah unter Ludwig dem Älteren, dem König der Franken.“